# Dossobuono
Dossobuono ist eine Fraktion in Venetien, welche sich in Norditalien befindet und der Stadt Villafranca di Verona angehört. Die Fraktion hat 6.370 Einwohner. Die Air Dolomiti, eine Tochtergesellschaft der Lufthansa, hat ihren Hauptsitz in Dossobuono, ebenso wie der Süßbackwarenhersteller Paluani und das Modeunternehmen Oniverse.